# Une poule dans le vent
Pour plus de détails, voir Fiche technique et Distribution.
Une poule dans le vent (風の中の牝雞, Kaze no naka no mendori) est un film japonais réalisé par Yasujirō Ozu, sorti en 1948. Il sort en France au cinéma en 2023 sous le titre Une femme dans le vent. 

## Synopsis
Dans le Japon de l'après-guerre à Tokyo, Tokiko, couturière très pauvre, élève son garçon en bas âge tout en attendant depuis quatre ans le retour de son mari soldat. Lorsque le petit tombe gravement malade, elle est confrontée à un choix très difficile.

## Fiche technique

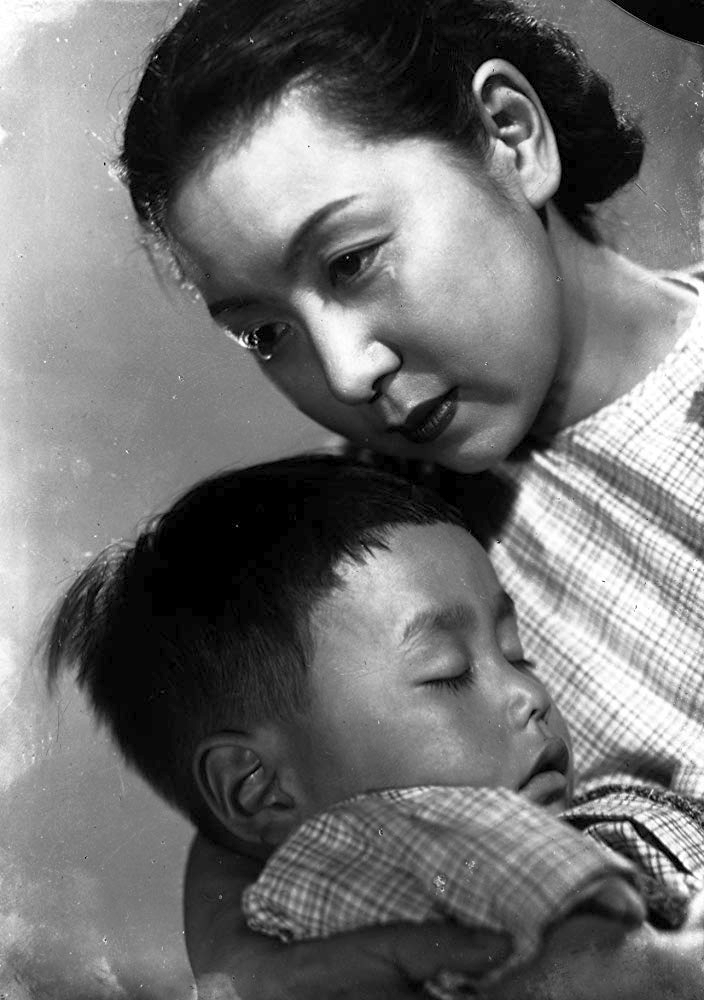
Kinuyo Tanaka dans Une poule dans le vent.

- Titre français : Une poule dans le vent[1],[2],[3]
- Titre français alternatif : Une femme dans le vent[4],[5]
- Titre original : 風の中の牝雞 (Kaze no naka no mendori?)
- Réalisation : Yasujirō Ozu
- Scénario : Yasujirō Ozu et Ryōsuke Saitō
- Musique : Senji Itō
- Décors : Tatsuo Hamada
- Costumes : Taizō Saitō
- Photographie : Yūharu Atsuta
- Son : Yoshisaburô Senoo, Hayao Usami
- Montage : Yoshiyasu Hamamura
- Production : Mitsuzō Kubo et Dai Watanabe
- Société de production : Shōchiku
- Sociétés  de distribution :
  - Japon :  Shōchiku
  - France : Carlotta Films
- Pays de production :  Japon
- Langue originale : japonais
- Format : noir et blanc - 1,37:1 - 35 mm - son mono
- Genre : drame
- Durée : 84 minutes[6] (métrage : dix bobines - 2 296 m[6])
- Dates de sortie : 
  - Japon : 17 septembre 1948[6]
  - France : 25 octobre 2023[4]
- Classification : France : tous publics lors de sa sortie[7]

## Distribution
- Kinuyo Tanaka : Tokiko Amamiya
- Shūji Sano : Shuichi Amamiya
- Chieko Murata : Akiko Ida
- Chishū Ryū : Kazuichiro Satake
- Hohi Aoki : Shoichi
- Chiyoko Ayatani : Fusako Onada
- Reiko Mizukami : Orie Noma
- Takeshi Sakamoto : Hikozo Sakai
- Eiko Takamatsu : Tsune
- Fumiko Okamura : la patronne de la maison close
- Ichirō Shimizu : Furukawa

## Production
En 1948,  Yasujirō Ozu projette de tourner La lune s'est levée sur un scénario qu'il écrit en collaboration avec Ryōsuke Saitō, mais le projet devant être initialement tourné pour la Shintōhō avec Hideko Takamine en vedette est plusieurs fois retardé puis abandonné (il sera repris en 1955 par Kinuyo Tanaka, devenue cinéaste),.
Yasujirō Ozu choisit de diriger à la place Une poule dans le vent, un drame conjugal, partiellement inspiré du roman Errances dans la nuit de son ami Naoya Shiga. « Je voulais faire un film qui ne soit pas seulement sur la guerre, mais qui évoque aussi le monde de la défaite ». Avec ce film, Ozu parle à la fois de la guerre et de ses conséquences, dans l'esprit voulu par l'occupant américain. L'époque propose alors de nombreuses œuvres vantant les mérites de la démocratie et témoignant des dégâts moraux causés par près de quinze années de conflit. Tout le ressentiment accumulé depuis 1937 semble se déployer dans cette œuvre atypique, où la sérénité et la mélancolie ont laissé place à la colère.

## Accueil
Dix ans après la sortie du film, Yasujirō Ozu écrira « Tout le monde fait des erreurs. Il existe toutes sortes d'erreurs et j'aime certains de mes échecs. Mais celui-là, c'est un mauvais échec ». Le film obtient cependant la septième place au classement des meilleurs films japonais de l'année 1948 de la revue Kinema Junpō,.
Des critiques mettent en avant certains détails et certaines scènes peu vraisemblables. Des draps frais et propres sur le lit d'une prostituée dans le Japon d'après guerre ? Tokiko, qui tombe dans des escaliers dans un appartement surpeuplé, et personne n'accoure voir ce qui se passe ? Mais dans le contexte du style d'Ozu, ces sacrifices de la vraisemblance au profit d'une épuration stylistique marquent l'apparition d'une nouvelle approche de la réalité dans le cinéma du cinéaste.

## Distinctions
- 1949 : prix Mainichi de la meilleure actrice pour Kinuyo Tanaka (conjointement pour sa prestation dans Femmes de la nuit) et des meilleurs décors pour Tatsuo Hamada (conjointement pour Waga shogai no kagayakeru hi)[11]